# Hypena callichlaena
Hypena callichlaena là một loài bướm đêm trong họ Erebidae.